# Eremocaulon
Eremocaulon Soderstr. &Londono é um género botânico pertencente à família Poaceae, subfamília Bambusoideae, tribo Bambuseae.
O gênero apresenta 5 espécies. São nativas do Brasil.

## Espécies
- Eremocaulon amazonicum
- Eremocaulon asymmetricum
- Eremocaulon aureofimbriatum
- Eremocaulon capitatum
- Eremocaulon setosum